# Leptodiaptomus mexicanus
Leptodiaptomus mexicanus is een eenoogkreeftjessoort uit de familie van de Diaptomidae. De wetenschappelijke naam van de soort is voor het eerst geldig gepubliceerd in 1929 door Marsh.